# Чебышёвы
Чебышёвы (Чебышовы) — древний дворянский род
При подаче документов (18 января 1686) для внесения рода в Бархатную книгу, была предоставлена родословная роспись Чебышевых.
Род внесён в родословные книги: Тульской, Орловской, Калужской и Смоленской губерний. По Калужской губернии записан во II часть (1832), в VI часть (1835).
Официально род Чебышевых в Общий гербовник дворянских родов не включён.

## Происхождение и история рода
Происхождение рода имеет несколько версий:
1. Род Чебышевых известен в русской истории больше 400 лет, а семейные легенды относят его возникновение ко времени монголо-татарского нашествия и Куликовской битвы. По преданию, их родоначальник царевич Серкиз выехал из Большой Орды на службу ко двору великого князя Дмитрия Иванович Донского, крестился под именем Ивана и служил воеводой на восточных и юго-восточных рубежах Московской Руси. Известно также его участие в Куликовской битве (1380) воеводой Суздальского полка[4]. По документам этот род происходит из Серпейска и известен с начала XVI века. В следующем столетии он разделился на четыре ветви, впоследствии внесённые в VI части родословных книг Калужской, Орловской, Смоленской и Тульской губерний.
2. В Бархатной книге и историческом труде Г. Ф. Миллера: Известия о дворянах российских в приложении указано: Чебышевы. Название приняли от предка их, прозванием Чабыш. Откуда выехали в родословной росписи № 487 не указано[5][6]. Родословная роспись Чебышев, в родословия других родов в Бархатной книге не включено. В Бархатной книге в разделе: Род Старковых, на которые ссылаются некоторые источники, упоминания о роде Чебышевых или их родоначальнике Чабыш не имеется[5].

## Описание герба

#### ДС. Часть XVI. № 1
В золотом поле, с двумя башнями крепость, лазуревая с золотыми швами, глава щита червлёная: в ней золотой, с червлёными глазами и языком орлик, между двумя золотыми же крестами.
Щит увенчан дворянскими же шлемом и короною. Нашлемник: возникающий золотой орёл с червлёными глазами и языком. Намёт справа лазуревый с золотом, слева червлёный с золотом. Герб Чебышёвых внесен в Часть XVI Сборника дипломных гербов Российского Дворянства, не внесенных в Общий Гербовник, стр. 1.

#### Самобытные гербы Чебышевых
1. Щит разделён крестообразно на четыре части. В первой части, в красном поле, скачущий влево всадник на белом коне и с поднятым мечом в правой руке. Во второй части, в голубом поле, красная крепостная стена. В третьей части, в голубом поле, Георгиевский крест. В четвёртой части, в золотом поле, красный одноглавый орёл, с повёрнутой вправо головой. Щит покрыт мантией княжеского достоинства, с дворянской на ней короной.
2. Копия герба, подана в Департамент герольдии Дмитрием Сергеевичем Чебышевым: щит разделён крестообразно на четыре части. В первой части, в красном поле, Святой Георгий поражающий копьём змия. Во второй части, в синем поле, серая городская стена с угловой башней. В третьей части, в голубом поле, лапчатый крест (древний герб Волыни). В четвёртой части, в золотом поле, чёрный одноглавый орёл со скипетром и державой в лапах. Герб увенчан дворянской короной. Слева от щита воинская арматура в виде: пушки, двух знамён и меча[7]. Данный проект был оформлен в Департаменте герольдии перед его рассмотрением[8].

## Известные представители
- Чебышев Гаврила — воевода в Путивле (1614).
- Чебышов Роман Афанасьевич — московский дворянин (1627—1629), воевода в Мосальске (1626).
- Чебышов Иван Иванович — серпейский городовой дворянин (1629), воевода в Перемышле (1646), московский дворянин (1658—1677).
- Чебышов Абросим Иванович — московский дворянин (1629—1668).
- Чебышев Семён — воевода в Великих Луках (1680).
- Чебышов Иван Васильевич — стольник царицы Прасковьи Фёдоровны (1686), стольник (1687—1692).
- Чебышов Пётр Иванович — стольник царицы Прасковьи Фёдоровны (1692).
- Чебышовы: Патрикей, Иван и Артамон Григорьевичи — московские дворяне (1692).
- Чебышовы: Семён и Василий Амбросимовичи, Самойло, Павел и Афанасий Ивановичи, Иван и Алексей Самойловичи — стольники (1688—1696)[9][10].

Род разделился на 4 ветви:
Известные представители I ветви:
- Чебышёв, Самойла Иванович (1633—...) —  стольник, Алатырский воевода (1689, 1691).
  - Чебышёв, Иван Самойлович  — из числа первых российских следователей.
- Чебышёв, Петр Николаевич (1770—1843) — участник средиземного похода адмирала Фёдора Ушакова, капитан роты гренадеров десантного батальона,  участник штурма Корфу, крепостей Сенигалия и Фано, где был ранен. Кавалер ордена Св. Константина, подполковник, приятель А.С. Грибоедова.

Известный математик Пафнутий Львович Чебышёв (1821—1894) происходил из II ветви рода — от московского дворянина (1658) Ивана Ивановича Чебышёва (ум. 1677).
Другие представители этой ветви:
- Чебышёв, Николай Львович (1830—1875) — генерал-майор.
  - Чебышёв, Николай Николаевич (1865—1937) — русский судебный деятель.
- Чебышёв, Владимир Львович (1832—1905) — конструктор стрелкового оружия.
- Чебышёв-Дмитриев, Александр Павлович (1834—1877) — юрист, профессор, издатель, публицист.

От другого московского дворянина, Абросима Ивановича Чебышёва (ум.1668) сформировалась III ветвь рода; в ней:
- Чебышёв, Сергей Васильевич (1749—1818) — премьер-майор.
  - Чебышёв, Павел Сергеевич (1787—1829) — полковник.
  - Чебышёв, Дмитрий Сергеевич (1783—1870) — участвовал в русско-турецкой войне (1806—1812), храбрость и ум способствовали быстрому продвижению его по службе, командир 29 егерского полка в звании полковника (1809—1811), полк принимал участие в кампании на Дунае, в сражениях полковник Чебышев получил ранение и был уволен «за раною» в отставку.
    - Чебышев, Николай Дмитриевич (1815—1866) — генерал-майор Свиты[12].
      - Чебышев, Владимир Николаевич (1853—?) — генерал-майор

    - Чебышев, Сергей Дмитриевич (1826—?) — генерал-майор

  - Чебышёв, Сергей Сергеевич (1788—1856) — генерал, сенатор, участник наполеоновских войн.
  - Чебышёв, Пётр Петрович (1720—1781) — обер-прокурора Синода

К IV ветви рода относятся:
- Чебышёв, Пётр Афанасьевич (1821—1891) — вице-адмирал.
  - Чебышёв, Алексей Алексеевич (1852 — после 1937) — судебный деятель, сенатор, российский консул в Канаде.
  - Чебышёв, Николай Алексеевич (1852—1926) — судебный деятель, сенатор, товарищ министра юстиции (1917).